# 57. ceremonia wręczenia nagród Grammy
57. ceremonia wręczenia nagród Grammy, prestiżowych amerykańskich nagród muzycznych wręczanych przez Narodową Akademię Sztuki i Techniki Rejestracji (NARAS), odbyła się 8 lutego 2015 roku w hali widowiskowej Staples Center w Los Angeles, w Kalifornii. Jej transmisja na żywo miała miejsce na antenie stacji telewizyjnej CBS. Gospodarzem ceremonii był raper LL Cool J. W trakcie gali rozdano honoraria dla muzyków za ich osiągnięcia w roku 2014. Była to pierwsza ceremonia Grammy po modyfikacji i zwiększeniu liczby kategorii do 83. Wręczeniu tej nagrody przypadł okres muzyczny między 1 października 2013 a 30 września 2014 roku.
Nominacje ogłoszono w dniu 5 grudnia 2014 r. podczas programu CBS "This Morning".
Najwięcej nominacji (sześć) otrzymali Beyoncé, Pharrell Williams i Sam Smith.
Najwięcej nagród (cztery) otrzymał Sam Smith.

## Nagrody

### Obszar generalny
Lista składa się ze wszystkich nominowanych, a zwycięzcy zostaną pogrubieni.

#### Nagranie roku
- "Stay with Me" (Darkchild Version) – Sam Smith
- "Fancy" – Iggy Azalea featuring Charli XCX
- "Chandelier" – Sia
- "Shake It Off" – Taylor Swift
- "All About That Bass" – Meghan Trainor

#### Album roku
- Morning Phase – Beck
- In the Lonely Hour – Sam Smith
- Beyoncé – Beyoncé
- X (album Eda Sheerana) – Ed Sheeran
- Girl – Pharrell Williams

#### Piosenka roku
- "Stay with Me" (Darkchild Version) – Sam Smith (Autorzy: James Napier, William Phillips i Sam Smith)
- "All About That Bass" – Meghan Trainor (Autorzy: Kevin Kadish i Meghan Trainor)
- "Chandelier" – Sia (Autorzy: Sia Furler i Jesse Shatkin)
- "Shake It Off" – Taylor Swift (Autorzy: Max Martin, Shellback i Taylor Swift)
- "Take Me to Church" – Hozier (Autor: Andrew Hozier-Byrne)

#### Najlepszy nowy artysta
- Sam Smith
- Iggy Azalea
- Bastille
- Brandy Clark
- Haim

### Pop

#### Najlepszy występ pop solowy
- "Happy" – Pharrell Williams
- "All of Me" – John Legend
- "Stay with Me" (Darkchild Version) – Sam Smith
- "Chandelier" – Sia
- "Shake It Off" – Taylor Swift

#### Najlepszy występ pop w duecie lub w zespole
- "Say Something" – A Great Big World i Christina Aguilera
- "Fancy" – Iggy Azalea featuring Charli XCX
- "A Sky Full of Stars" – Coldplay
- "Bang Bang" – Jessie J, Ariana Grande i Nicki Minaj
- "Dark Horse" – Katy Perry featuring Juicy J

#### Najlepszy album popowy
- In the Lonely Hour – Sam Smith
- Ghost Stories – Coldplay
- Bangerz – Miley Cyrus
- My Everything – Ariana Grande
- Prism – Katy Perry
- x – Ed Sheeran

### Dance/Electronica

#### Najlepsze nagranie dance/electronica
- "Rather Bell" – Clean Bandit featuring Jess Glynne
- "Never Say Never" – Basement Jaxx featuring ETML
- "F For You" – Disclosure & Mary J. Blige
- "I Got U" – Duke Dumont featuring Jax Jones
- "Faded" – Zhu

#### Najlepszy album dance/electronica
- Syro – Aphex Twin
- while(1<2) – deadmau5
- Nabuma Rubberband – Little Dragon
- Do It Again – Röyksopp i Robyn
- Damage Control – Mat Zo

### Traditional Pop

#### Najlepszy album Traditional Pop
- Cheek to Cheek – Tony Bennett i Lady Gaga

### Rock

#### Najlepsza piosenka rockowa
- "Ain’t It Fun" – Paramore

#### Najlepszy album rockowy
- Morning Phase – Beck

#### Najlepszy występ rockowy
- "Lazaretto" – Jack White

#### Najlepszy występ metalowy
- "The Last in Line" – Tenacious D

### Muzyka alternatywna

#### Najlepszy album alternatywny
- St. Vincent – St. Vincent
- This Is All Yours – alt-J
- Reflektor – Arcade Fire
- Melophobia – Cage the Elephant
- Lazaretto – Jack White

### R&B

#### Najlepsza piosenka R&B
- "Drunk in Love" – Beyoncé featuring Jay Z

#### Najlepszy album R&B
- Love, Marriage & Divorce – Toni Braxton i Babyface

#### Najlepszy występ R&B
- "Drunk in Love" – Beyoncé featuring Jay Z
- "New Flame" – Chris Brown featuring Usher & Rick Ross
- "It's Your World" – Jennifer Hudson featuring R. Kelly
- "Like This" – Ledisi
- "Good Kisser" – Usher

#### Najlepszy występ tradycyjnego R&B
- "Jesus Children of America" – Robert Glasper Experiment featuring Lalah Hathaway i Malcolm Jamal Warner
- "As" – Marsha Ambrosius i Anthony Hamilton
- "I.R.S" – Angie Fisher
- "Nobody" – Kem
- "Hold Up Wait a Minute (Woo Woo)" – Antonique Smith

#### Najlepszy album Urban Contemporary R&B
- G I R L – Pharrell Williams
- Sail Out – Jhené Aiko
- Beyoncé – Beyoncé
- X – Chris Brown
- Mali is... – Mali Music

### Rap

#### Najlepszy album Rapowy
- The Marshall Mathers LP 2 – Eminem
- The New Classic – Iggy Azalea
- Because the Internet – Childish Gambino
- Nobody’s Smiling – Common
- Oxymoron – ScHoolboy Q
- Blacc Hollywood – Wiz Khalifa

#### Najlepsza współpraca Rapowa/Śpiewana
- "The Monster" – Eminem featuring Rihanna
- "Blak Majik" – Common featuring Jhené Aiko
- "Tuesday" – ILoveMakonnen featuring Drake
- "Studio" – Schoolboy Q featuring BJ the Chicago Kid
- "Bound 2" – Kanye West featuring Charlie Wilson

#### Najlepszy występ hip-hopowy
- "I" – Kendrick Lamar
- "3005" – Childish Gambino
- "0 to 100 / The Catch Up" – Drake
- "Rap God" – Eminem
- "All I Need Is You" – Lecrae

### Country

#### Najlepszy album country
- Platinum – Miranda Lambert

#### Najlepsza piosenka country
- "I’m Not Gonna Miss You" – Glen Campbell

### New Age

#### Najlepszy album New Age
- Winds of Samsara – Ricky Kej i Wouter Kellerman

### Jazz

#### Najlepszy jazzowy album wokalny
- Beautiful Life – Dianne Reeves

#### Najlepszy jazzowy album instrumentalny
- "Trilogy" – Chick Corea Trio

#### Najlepszy jazzowy album Ensemble
- Life in the Bubble – Gordon Goodwin's Big Phat Band

### Gospel/Contemporary Christian

#### Najlepszy album gospel
- Help – Erica Campbell

#### Najlepsza piosenka gospel
- "No Greater Love" – Smokie Norful

#### Najlepszy występ gospel
- "Messengers" – Lecrae featuring For King & Country

#### Najlepszy album Contemporary Christian
- Run Wild. Live Free. Love Strong. – For King & Country

### Muzyka latynoamerykańska

#### Najlepszy album pop latino
- Tangos – Rubén Blades

#### Najlepszy album rock/urban latino
- Multi Viral – Calle 13

### Reggae

#### Najlepszy album muzyki reggae
- Fly Rasta – Ziggy Marley

### World Music

#### Najlepszy album World Music
- Eve – Angélique Kidjo

### Dzieci

#### Najlepszy album dziecięcy
- I Am Malala: How One Girl Stood Up For Education And Changed The World (Malala Yousafzai) – Neela Vaswani